# مارتينا غريمالدي
مارتينا غريمالدي (بالإيطالية: Martina Grimaldi)‏ (28 سبتمبر 1988 – ) هي سبّاحة، من إيطاليا، مثّلت بلادها في الألعاب الأولمبية الصيفية 2012، والألعاب الأولمبية الصيفية 2008، وسباحة في الألعاب الأولمبية الصيفية 2012 – سيدات ماراثون 10 كيلومتر ‏.

## وصلات خارجية
- مارتينا غريمالدي على موقع الاتحاد الدولي للسباحة (الإنجليزية)
- مارتينا غريمالدي على موقع اللجنة الأولمبية الدولية (الإنجليزية)
- مارتينا غريمالدي على موقع أوليمبيديا (الإنجليزية)
- مارتينا غريمالدي على موقع اللجنة الأولمبية الإيطالية (الإيطالية)